# Schicksalsmelodien
| Оценки критиков | Оценки критиков |
| Источник        | Оценка          |
| --------------- | --------------- |
| Metal.de        | [ 1 ]           |

Schicksalsmelodien (с нем. — «Мелодии судьбы») — восьмой студийный альбом немецкой NDH-группы Eisbrecher, выпущенный в 2020 году на звукозаписывающем лейбле RCA Records. Альбом состоит из кавер-версий песен, которые повлияли на участников группы Eisbrecher в их молодости.

## Список композиций
| №   | Название                         | Оригинальный исполнитель | Длительность |
| --- | -------------------------------- | ------------------------ | ------------ |
| 1.  | «Skandal im Sperrbezirk»         | Spider Murphy Gang       | 3:47         |
| 2.  | «Anna Lassmichrein Lassmichraus» | Trio                     | 3:10         |
| 3.  | «Disco in Moskau»                | The Vibrators            | 3:57         |
| 4.  | «Out of the Dark»                | Falco                    | 3:39         |
| 5.  | «Stossgebet»                     | Powerwolf                | 3:56         |
| 6.  | «All We Are»                     | Warlock                  | 3:05         |
| 7.  | «Goldener Reiter»                | Joachim Witt             | 4:00         |
| 8.  | «Freiflug»                       | Megaherz                 | 3:51         |
| 9.  | «Bitte Bitte»                    | Die Ärzte                | 3:08         |
| 10. | «Eins, Zwei, Polizei»            | Mo-Do                    | 3:54         |
| 11. | «Flieger Grüss Mir Die Sonne»    | Hans Albers              | 3:14         |
| 12. | «Menschenfresser»                | Rio Reiser               | 4:08         |
| 13. | «Das Steht dir gut»              | Rheingold                | 3:56         |
| 14. | «Schwarzes Blut»                 | ASP                      | 3:58         |
| 15. | «Schicksal»                      |                          | 2:13         |

## Участники записи

### Состав группы
- Александр Вессельски (нем. Alexander Wesselsky) — вокал
- Ноэль Пикс (нем. Jochen Seibert) — соло-гитара, клавишные
- Юрген Планггер (нем. Jürgen Plangger) — ритм-гитара
- Руперт Кеплингер (нем. Rupert Keplinger) — бас-гитара
- Ахим Фербер (нем. Achim Färber) — ударные
- Максимилиан Шауэр (нем. Maximilian Schauer) — программирование

## Позиции в чартах
| Чарт (2020)                     | Позиция |
| ------------------------------- | ------- |
| Австрия (Ö3 Austria)            | 17      |
| Германия (Offizielle Top 100)   | 4       |
| Швейцария (Schweizer Hitparade) | 27      |

| Чарт (2020)         | Позиция |
| ------------------- | ------- |
| German Albums Chart | 88      |